# Kościół św. Lamberta w Nahrendorfie
Kościół św. Lamberta (niem. St.-Lamberti-Kirche) – protestancka świątynia w niemieckiej gminie Nahrendorf, w kraju związkowym Dolna Saksonia.

## Historia
Pierwsza wzmianka o kościele pochodzi z 1271 roku, lecz prawdopodobnie kamień węgielny pod budowę kościoła wmurowano na przełomie XI i XII wieku. W 1731 rozebrano wieżę kościoła i wzniesiono nową. Świątynię, wielokrotnie niszczoną przez burze, zdecydowano się zburzyć w 1771 roku. Dzięki wsparciu finansowemu ze strony państwa po trzech latach ukończono nowy budynek. Konsekracja nastąpiła 13 lutego 1774 roku. W 1817 cmentarz parafialny przeniesiono na osiedle Stammberg. W 1937 kościół zelektryfikowano. W 1962 wyremontowano posadzkę oraz wymieniono część wyposażenia. W 1999 odbyła się restauracja wieży.

## Architektura
Świątynia trójnawowa, posiada układ halowy. W bocznych nawach znajdują się empory. Kościół wybudowany jest w konstrukcji słupowo-ryglowej. W klasycystyczny ołtarz główny wbudowana jest ambona.